# Илко Илиев
Илко Стефанов Илиев е български музикант.

## Биография
Роден е на 21 юли 1945 г. в Горна Оряховица. Започва да се занимава с музика още в родния си град. От 1959 г. живее в Габрово. През 1964 г., заедно с ръководения от него Ученически оркестър към Текстилен техникум – Габрово печели златен медал на Републикански фестивал за средношколската и студентска младеж в София. През същата година свири и в първия професионален щатен оркестър на града – оркестър „КО“, който е създаден през 1960 г. През 1967 г. прави първите си стъпки като професионален музикант в Духовия оркестър в Габрово. Участва в IX Световен младежки фестивал в София през 1968 г. с Естрадния оркестър към Общински народен съвет – Габрово. Получава златен медал от Републиканския фестивал на художествената самодейност през 1969 г. с Биг-бенда на габровските музиканти. През 1973 г. завършва специалност Саксофон и кларинет с отличие в Естрадния отдел на Българската държавна консерватория в София. Има правоспособност за естраден изпълнител, солист – водаческа категория. От 1977 г. е назначен в „Оркестър Габрово“. Участва като изпълнител и аранжор в прегледите на джазовите оркестри в България в периода 1977 – 1984 г. През 1981 г. участва в XI Международен Диксиленд фестивал в Дрезден, Германия като част от „Диксиленд – Габрово“, който се преименува на „Суинг Дикси бенд Габрово“. През 1985 г. свири на Джаз-фестивали в Прага, Чехословакия, а през 1986 г. в Париж, Франция.
През 1982 г. се поставя началото на джаз среща в Габрово, като Илко Илиев и живеещият в Германия габровец Георги Хинов уговарят участието на първия чужд оркестър – „Елб Медоу Ремблърс“ от Дрезден. По-късно джаз срещата се превръща във фестивал – Диксиленд парад в Габрово. По това време записва свои песни в Българско национално радио и студио „Балкантон“. Става хоноруван ръководител на Естраден оркестър – Севлиево и пише музика за пиесата на Калин Илиев „Приятели“. Заедно с габровския музикант Недко Коларов свирят и играят в нея. Участва в записите на единствената плоча на Суинг Дикси бенд Габрово (1987).
От лятото на 1987 г. работи във Варна. Пише музика за театрални постановки на Държавния куклен театър, свири и аранжира за новосъздадения щатен оркестър „Биг бенд – Варна“. В края на 1980-те – началото на 1990-те година пише музиката и за постановки на Габровския куклен театър. С театъра представят „Спящата красавица“ в Лодз. През 1990 и 1992 г. участва на Диксиленд парада със свой оркестър „Биг смайлс бенд“. Става водач и аранжор на нова Биг-бенд формация „Б 15+“ през 1993 г., която просъществува до 1996 г. Това е първият в страната частен, самоиздържащ се оркестър с биг-бендово звучене.
В края на 1990-те години свири с редица изявени български музиканти – на 80-годишния юбилей на Димитър Ганев (1998), в концертите на сборен Софийски Биг-бенд с диригент Георги Борисов и солисти Йълдъз Ибрахимова и Васил Петров (1999). През 2002 г. участва в предаването Jazz Time на Българска национална телевизия с оркестъра на Георги Борисов – „Суперсакс“ и през същата година повтарят концерта в Салон на изкуствата – Националния дворец на културата в София.
Автор е на „Българска сюита за кларинет и оркестър“, чиято премиера е през 1999 г. с Камерен оркестър – Габрово, както и на два аудио компактдиска – „Очакване“ (2002) и „By Ilko“ (2004). Композира „Фантазия за пиано и струнни инструменти“ (2008), написана под влияние на теоретични разработки от книгата на Христо Питев „Композиция със свободни елементи и форма“. Премиерата ѝ е през 2011 г. През 2012 г. пиесата печели финансиране от фонд „Популяризиране и развитие на българското културно наследство и творчество“ на „Музикаутор“ – София и е записана от Габровски камерен оркестър със солист Бистра Мамулева и диригент Иван Стоянов.
Той е автор и на две издадени книги: „Справочник на английската терминология в популярната, танцовата и джазова музика“ (1996), „Тъга по слънчева вода“ (2005). През 1990 г. сключва първия си договор и заминава да работи като музикант в Италия. С оркестъра към италианския цирк „Мойра Орфей“ участва в заснимането на три филма на телевизия Rai Due за световни циркови артисти (януари 2000). Дирижира Новогодишните спектакли на италианския цирк „Медрано“ (2007 – 2009), свири на среща с папа Бенедикт XVI (януари 2009). От 2008 г. сформира оркестър Jazz Classic Band и ръководи неговото участие в първото издание на Дикси джаз фест – Велико Търново през юни 2008 г.
Личният му архив се съхранява във фонд 1624 в Държавен архив – Габрово. Той се състои от 87 архивни единици от периода 1945 – 2015 г.

## Награди
Награден е със „Сребърна лира“ (1983) и Златна лира (2010) от Съюза на музикалните дейци в България за високи художествени постижения. През май 2014 г. е награден с Почетен знак на Община Габрово за активна и разностранна творческа дейност в областта на музиката и за принос в утвърждаване авторитета на габровската музикална култура.